# Анаткаси (Яндобинське сільське поселення)
Анатка́си (рос. Анаткасы, чув. Анаткасси) — присілок у складі Аліковського району Чувашії, Росія. Входить до складу Яндобинського сільського поселення.
Населення — 236 осіб (2010; 301 у 2002).
Національний склад:
- чуваші — 98 %